# Furfooz

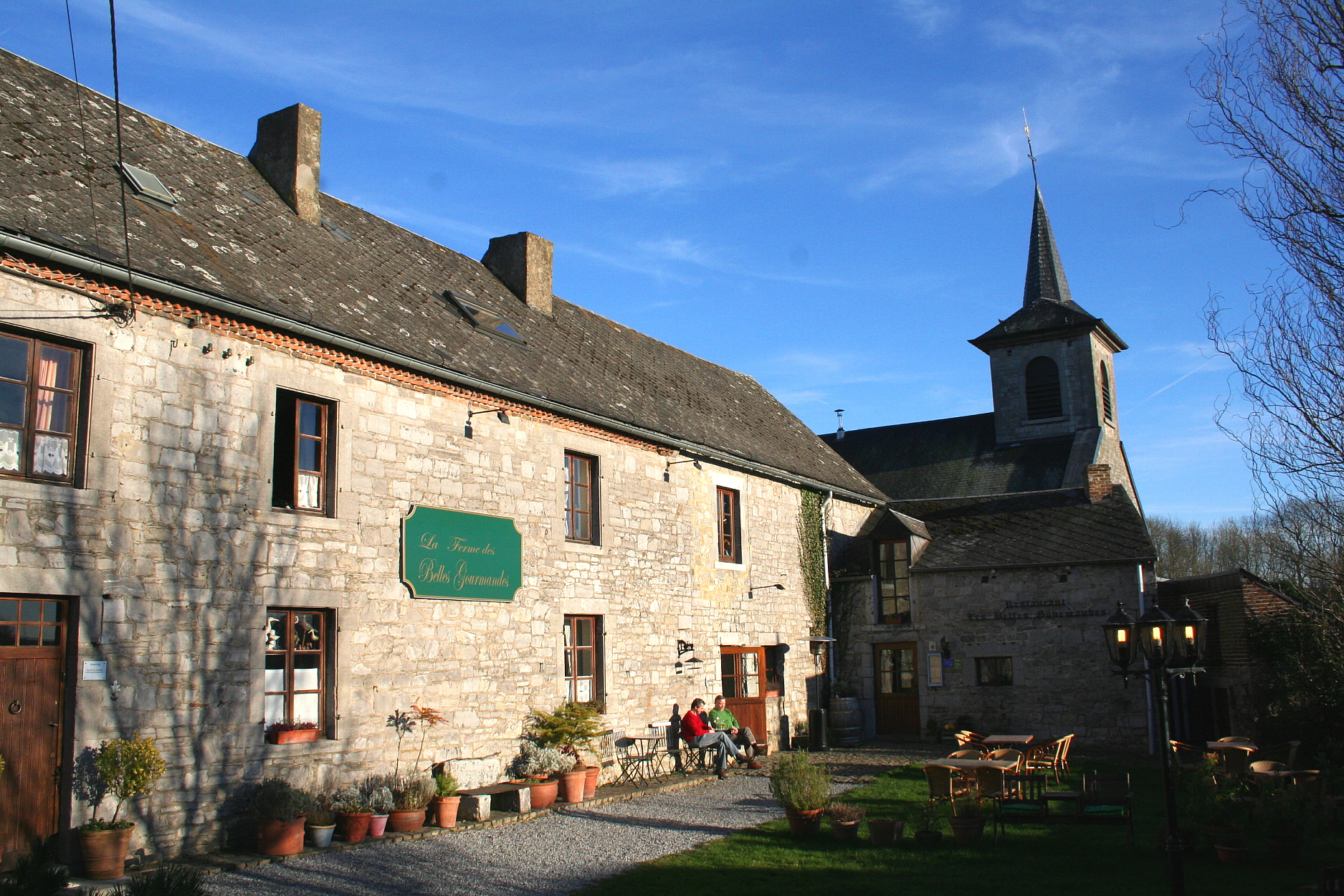
Bauernhof aus dem 18. Jahrhundert, im Hintergrund die Sankt-Peter-Kirche

Furfooz ist ein zur belgischen Gemeinde Dinant gehörendes Dorf in der Provinz Namur in der Wallonischen Region.
Es zählt etwa 150 Einwohner und liegt neun Kilometer von Dinant entfernt am nördlichen Hang des Ufers der Lesse auf einer Höhe von 210 Metern. Die Fläche der Gemarkung umfasst 6,82 km².

## Geschichte
Im am Ort befindlich 50 Hektar umfassenden und 1948 gegründeten Naturreservat Furfooz finden sich auch die Reste einer Völkerwanderungszeitlichen Höhensiedlung, die von einem Steinwall geschützt wurde. Im späten 4. Jahrhundert war die Siedlung von einer kleineren Anzahl germanischer Krieger und ihrer Familien bewohnt. Aufgabe der Krieger war vermutlich die Verteidigung der Grenze des Römischen Reichs. Furfooz ist bekannt für viele prähistorische Funde, die in den im Umfeld befindlichen Höhlen (Trou qui Fume) gemacht wurden. Erste dokumentierte Funde erfolgten ab 1864 durch Eduard Dupont. Ein weiterer vor Ort tätiger bekannter Archäologe war Jacques Breuer. 1866 entstand die Sankt-Peter-Kirche des Orts. Im Jahr 1977 kam die bis dahin selbständige Gemeinde im Zuge einer Kommunalreform zur Gemeinde Dinant.